# Mostassaf
El mostassaf, o mostassà (en aragonès: almotacén o amutacén), era un magistrat municipal dels territoris de la Corona d'Aragó que tenia múltiples potestats en qüestions tècniques. És hereu de la institució del muhtasib musulmà.
Fou un càrrec que sorgí o s'implantà a partir de mitjan segle xiii, en primer lloc a València, poc després de la seva conquesta (1238), i posteriorment a Barcelona, des de 1339. També se'n té constància a Girona, Lleida, Perpinyà, Cervera, Igualada, Puigcerdà, Vic, Berga, Blanes, Mataró, Sant Celoni, Sant Julià de Lòria, la Bisbal d'Empordà i Arenys de Mar.
S'encarregava de vetlar per la correcta qualitat, mesura i preu dels productes al mercat (inflació); així com per l'aplicació de les normatives vigents en la disciplina que es tractara, especialment la urbanística o les imposicions tributàries. També s'encarregava de supervisar la policia urbana, en aquell moment la neteja de la ciutat, i les activitats dels gremis. Per tant, allà on existia era una de les màximes autoritats municipals.
Era elegit anualment entre els prohoms (jurat o consell) del municipi, pel governador, pel bisbe o pel rei o senyor al qual estigués vinculat el domini del terme municipal. A Barcelona, el Consell de Cent elegia una terna, de la qual el rei (el lloctinent o el batlle general) en triava un, el que el configurava com a oficial reial, si bé sotmès a les ordinacions aprovades pel consell municipal.
Va ser suprimit el 1715, en els Decrets de Nova Planta, tot i que bastantes universitats (els actuals municipis) d'arreu de la Corona d'Aragó en van continuar nomenant bastants anys encara, sobretot per la seua utilitat pública.

## Pesos i mesures
Una de les obligacions del mostassaf era vetllar sobre els pesos i mesures emprats en el comerç. Havia de guardar els patrons originals i comprovar la precisió de les còpies, segellant les canes, balances i mesures de capacitat usades en la vida real.

## Qualitat dels aliments
Des dels inicis, les ordinacions del mostassaf exigien que vetllés per la qualitats dels aliments.

## Mostassaf de Barcelona
A la ciutat de Barcelona els Consellers a l’any 1560 ordenaren elaborar un llibre amb el text normatiu existent, pel que fa al normal exercici de les atribucions de mostassaf.
És un volum manuscrit Llibre de les ordinacions fetes sobre lo offici de Mostassaf ordenades recopilar pels consellers de Barcelona el (1559)-1560. Es conserva a l’IMH de Barcelona corresponent a la signatura L-72. Dins el contingut de la recopilació hi ha les disposicions promulgades per el consell municipal entre 1337 i 1685 (té alguns afegitons del segle XVII).
El contingut de la recopilació de normes que recull el règim jurídic de l’ofici del mostassaf barceloní es pot articular en uns eixos temàtics a) privilegis del càrrec de mostassaf; b) ordenances relatives a la regulació de l’activitat comercial; c) ordenances relatives al comerç de subsistència i d) ordenances pròpies de productes artesanals i serveis.

### Atribucions del càrrec de mostassaf de Barcelona
1. Notificar públicament els preceptes que reglamentaven el comerc interior de la ciutat. Cada any a l’inici del seu mandat publicava les ordenacions que els consellers haguessin acordat
2. Atribucions de vigilancia i control: El mostassaf exercia les funcions pròpies del càrrec anant directament als punts de venda acompanyat si calia d’un dels veedors per controlar que es comerciava sense frau i que es complia la normativa vigent.
3. Atribucions judicials: Després d’examinar l’objecte del conflicte tenia autoritat per a arribar a pendre una resolució, és a dir, una sentència, i estava legitimat per a exigir les penes que imposava “Nos enim iam dicto mostaçaffo tenore presentis carte nostre damus et concedimus cognitioonem et decisionem executionem et exactionem,”.[8] En el privilegi de la creació del càrrec, el rei va concedir al mostassaf coneixement i decisió, execució i exacció. Així, hem d’insistir a assenyalar que el mostassaf havia d’imposar solucions jurídiques en els conflictes d’interessos derivats de la mateixa dinámica del tràfic econòmic i mercantil que no es podien resoldre per la via amistosa o consensual, sinó que es ventilaven processalment davant de la seva jurisdicció i com a conflictes judicials de pretensions controvertides entre les parts.[9]

## Documents
- Un document interessant que es pot consultar és el següent: DE LA INSTITUCION DEL MUSTAÇAF DE BARCELONA, DE MALLORCA Y DE VALENCIA.
- 1395. Preu de la lliura carnissera de la sorra (tonyina salada) a Barcelona: sorra d'Espanya...24 diners; sorra de la terra...20 diners.[10]
- c 1396. Llibre del mostassaf de Mallorca.[11]

| «                                    | ... ítem, que algun venedor o venedora de peix e tota altra persona qui tenga peix per vendre, qui sia més de hora de matines fins a hora de completa, que'l haia haver venut per tot aquell dia, sinó que li sia tallada la coa, e ab la coa tallada, l'endemà se haia a vendre. En lo tallar, emperò, de la coa no sia entès algun peix menut, ans aquell peix menut, l'endemà, no's puixa vendre, si salat no serà. Emperò, si algun peix serà aportat en la ciutat de hora de sol post avant, aquell pusca vendre l'endemà per tot aquell dia. E encara, que algun peix no dega esser banyat, ne li sia posat algun drap banyat dessús. E qui contra farà, pagarà de ban deu sols per cascuna vegada... | » |
| — Llibre del mostassaf de Mallorca . | |   |

- 1396. "Mostassaf de Sóller en 1396. ... Una barcella de mesurar sal".[11]
- 1408. Ordinació del mostassaf de Barcelona sobre els rals de plata o croats, en la que s'ordena que puguin ser pesats i que si algun no té el pes que ha de tenir no pugui circular ni ningú no pugui ser obligat a acceptar-lo. (Fabricació i circulació de moneda local a la Catalunya dels segles XIII-XIV. Xavier Sanahuja Anguera.)
- 1436. Segons el Llibre del mostassà de Barcelona, calia mesurar les teles de la manera següent:

[1436, abril, 18. Barcelona]
Sobre lo Canar en lo Taulell.
Ara hoiats totom generalment per manament del honorable Mostaçaf de barçelona que
com per vigor de certes ordinations en lo passat per consellers e promens de la dita Ciutat
fetes e, ab veu de crida publicades per los llocs acostumats de la dita ciutat a XXI. del mes de
Maig del any M.CCCC.XXXIIII. tots draps axi de or com de Ceda, Taffatans, Terçanells,
xamallots, e per qualsevol ley, Canamasseria, fustanis, Coto (fol. XXIII v.) Del Canar. Cotonines,
e, altres qualsevol draps de semblant o altres qualsevol ley o specia, e, altres coses
acostumades de canar a cane de barçelona. Daci avant hagen e sien tenguts de canar de pla
sobre taulell canant e, posant la cana en lo mig dels dits draps e, no per les vores sots ban de
X lliures barçelonesas segons en les dites ordinations es pus llargament contengut. E, apres de
les dites ordinations E praticant aquelles sien exits alguns contraris en lo canar en la dita
forma les draps de lli. Telas, Canamasseria, Fustanis, Cotonnies, e altres draps, de semblant
specia Per ço ordenaren los dits Consellers e, promens de la dita Ciutat que daci avant tots los
draps de Li, Teles, de qualsevol ley Canamasseria, Fustanis, Cotonimes, e, altres qualsevol
draps de semblant o altra qualsevol ley o, specia se hagen a canar per vora ab cana redona en
lo passat ordenada ab agullo en lo cap i en lo mig del cap de la Cana e, no en altra manera axi
que daci avant sessen canar las propdites coses de pla, e sobre tauler per lo mig e, ab Cana
Cairada e, qui contrafara pagara cascu e per cascuna vegada que contrafara X lliures
barçelonesas en aço no son entesos draps de or, de Ceda, Taffatans, Terçanells, e de qualsevol
altra especia o, ley semblants los quals sots semblant ban se hagen a canar de pla sobre taulell
ab cana cayrada, e, posant la cana en lo mig dels dits e no per les vores. Fonc publicada a
XVIII. de Abril M.CCCCXXXVI.
- 1585. El mostassaf de Perpinyà ha de ser de la vila o del Rosselló.[12]
- Editat l'any 1706, es pot consultar el Llibre del mostassaf de la ciutat de Mallorca. Recull els capítols aprovats l'any 1678.[13]
- Llibre de mostassaria de la Bisbal d'Empordà, conservat a l'Arxiu Comarcal del Baix Empordà, que recull les crides (pregons) de les ordinacions i les actuacions del mostassaf entre els segles xvi i XVIII, podem conèixer força bé la regulació del mercat per part de la universitat.